# 367 Dywizja Strzelecka (ZSRR)
367 Dywizja Strzelecka (ros. 367-я стрелковая дивизия) – związek taktyczny (dywizja) Armii Czerwonej.
Sformowana w 1941, w związku z niemiecką agresją na ZSRR. Broniła Karelii przed wojskami niemieckimi i fińskimi.